# ATC code C05
ATC code C05 محافظت‌کننده‌های عروق زیرگروهی درمانی از سیستم طبقه‌بندی شیمیایی درمانی آناتومیک است. این سیستمِ متشکل از کدهای حرفی‌عددی را سازمان جهانی بهداشت برای طبقه‌بندی داروها و سایر تولیدات پزشکی ایجاد کرده است. زیرگروه C05 جزوی از گروه آناتومیک C سیستم قلب‌و‌عروق است.

کدهای مورد استفاده در دامپزشکی (کدهای ATCvet) را می‌توان با گذاشتن حرف Q جلو کدهای انسانی ATC ایجاد کرد: مثلاً QC05. 
ممکن است نسخه‌های ملی از طبقه‌بندی ATC حاوی کدهای اضافه‌ای باشند که در این فهرست (نسخهٔ سازمان جهانی بهداشت) نیامده باشند.

## C05A Agents for treatment ofبواسیرs andشقاق مقعدs for topical use

### C05AAکورتیکواستروئیدها
C05AA01 هیدروکورتیزون
C05AA04 پردنیزولون
C05AA05 بتامتازون
C05AA06 فلورومتولون
C05AA08 فلوئوکورتولون
C05AA09 دگزامتازون
C05AA10 فلوئوسینولون
C05AA11 Fluocinonide
C05AA12 تریامسینولون

### C05ADبی‌حس‌کننده‌های موضعیی
C05AD01 لیدوکائین
C05AD02 تتراکائین
C05AD03 بنزوکائین
C05AD04 Cinchocaine
C05AD05 Procaine
C05AD06 Oxetacaine
C05AD07 Pramocaine

### C05AEMuscle relaxants
C05AE01 Glyceryl trinitrate
C05AE02 ایزوسورباید دی نیترات
C05AE03 دیلتیازم

### C05AX Other agents for treatment of hemorrhoids and anal fissures for topical use
C05AX01 آلومینیم preparations
C05AX02 بیسموت preparations, combinations
C05AX03 Other preparations, combinations
C05AX04 روی preparations
C05AX05 Tribenoside

## C05B Antiواریسtherapy

### C05BAهپارینs orهپارینوئیدs forداروی موضعیuse
C05BA01 هپارینوئید
C05BA02 Sodium apolate
C05BA03 هپارین
C05BA04 Pentosan polysulfate sodium
C05BA51 Heparinoid, combinations
C05BA53 Heparin, combinations

### C05BBSclerosingagents for localinjection
C05BB01 Monoethanolamine oleate
C05BB02 Polidocanol
C05BB03 شربت اینورت
C05BB04 Sodium tetradecyl sulfate
C05BB05 فنول
C05BB56 گلوکز, combinations

### C05BX Other sclerosing agents
C05BX01 Calcium dobesilate
C05BX51 Calcium dobesilate, combinations

## C05Cمویرگstabilising agents

### C05CAزردینه (رنگیزه)s
C05CA01 Rutoside
C05CA02 Monoxerutin
C05CA03 Diosmin
C05CA04 Troxerutin
C05CA05 Hidrosmin
C05CA51 Rutoside, combinations
C05CA53 Diosmin, combinations
C05CA54 Troxerutin, combinations

### C05CX Other capillary stabilising agents
C05CX01 Tribenoside
C05CX02 Naftazone
C05CX03 شاه‌بلوط هندی